# برنار-آنری لوی
برنار-آنری لِوی (فرانسوی: Bernard-Henri Lévy‎; فرانسوی: [bɛʁnaʁ ɑ̃ʁi levi]؛ زادهٔ ۵ نوامبر ۱۹۴۸) اندیشمند، شخصیت رسانه‌ای و نویسنده فرانسوی است. او از رهبران جنبش فیلسوفان نو در ۱۹۷۶است.
وی همچنین برندهٔ جوایزی همچون جایزه مدیسی و جایزه انترالیه شده‌است.

## زندگی و حرفه

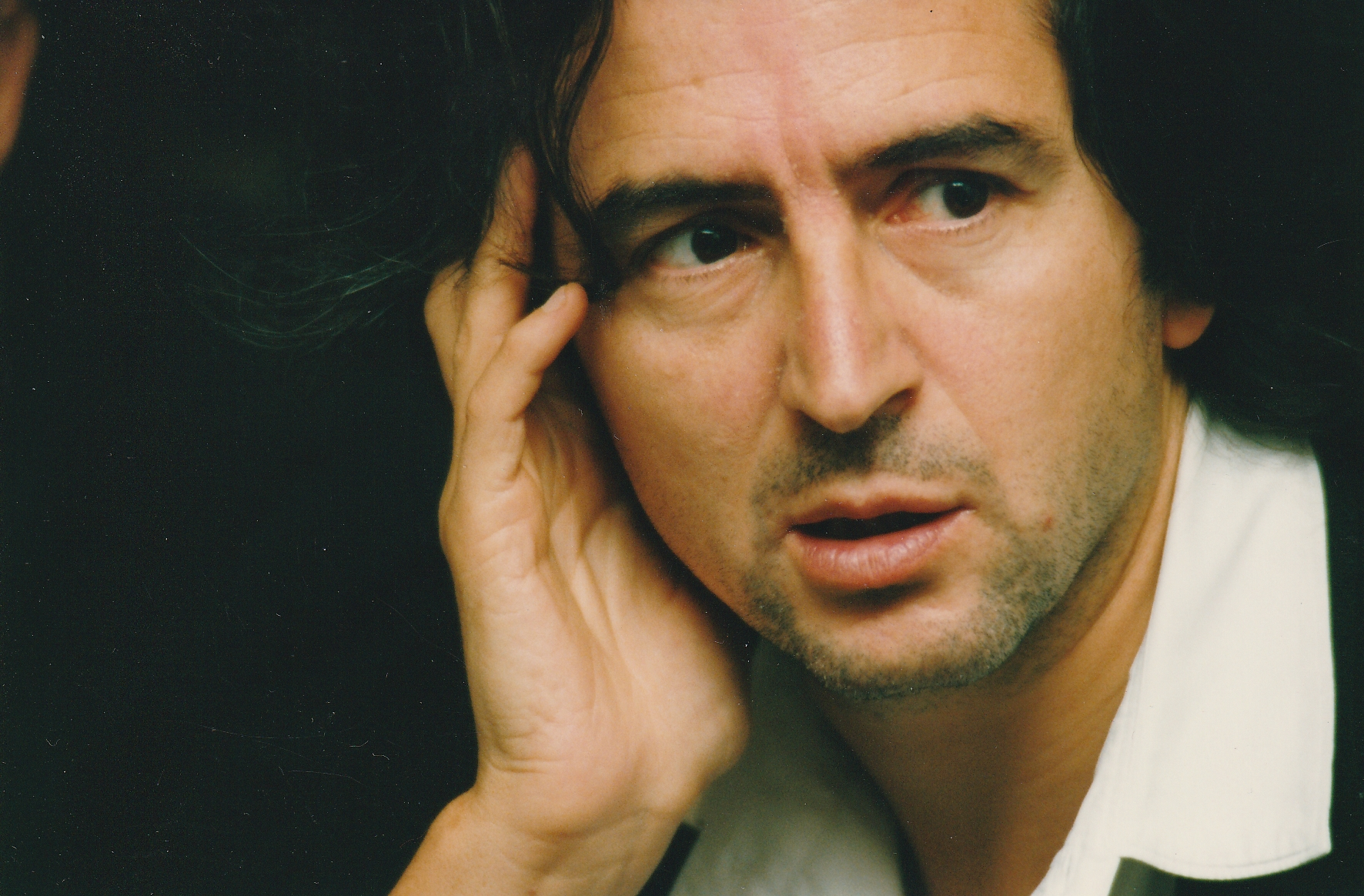
لوی در سال ۱۹۹۲

### اوایل زندگی و حرفه
لوی در سال ۱۹۴۸ در بنی صاف، الجزایر فرانسه، در یک خانواده ثروتمند سفاردی (الجزایری-یهودی) متولد شد. خانواده او چند ماه پس از تولدش به پاریس نقل مکان کرد. او پسر دینا و آندره لوی، مؤسس و مدیر یک شرکت الوار است و از این کسب و کار میلیونر شده‌است. پدرش در نبرد مونته کاسینو درجنگ جهانی دوم شرکت داشت.
او پس از فراغت از تحصیل از لیسه لویی له گرند در پاریس، در سال ۱۹۶۸ وارد اکول نرمال سوپریور و در سال ۱۹۷۱ با مدرکی در فلسفه فارغ‌التحصیل شد. استادان او روشنفکران و فلاسفه فرانسوی شامل ژاک دریدا و لوئی آلتوسر را شامل می‌شدند.

### فیلسوفان نو
لوی پس از بازگشت به فرانسه مدرس دانشگاه استراسبورگ شد و درسی در زمینه معرفت‌شناسی تدریس کرد. او در اکول نرمال سوپریور نیز فلسفه تدریس کرد. او از مؤسسین مکتب فیلسوفان نو (Nouveaux Philosophes) بود. این مکتب گروهی از روشنفکران جوانی بود که پاسخ کمونیستی و سوسیالیستی به مه ۶۸ ناامیدشان کرده بود و به یک نقد اخلاقی غیر منعطف از جزم‌اندیشی‌های مارکسیستی و سوسیالیستی رسیدند. در سال ۱۹۷۷, برنامه تلویزیونی آپاستروف لوی را به همراه آندره گلوکسمن به عنوان یک فیلسوف دعوت کرد. در آن سال، او بربریت با یک چهره انسانی را منتشر کرد و استدلال کرد مارکسیسم ماهیتاً فاسد است.

### کتب سرشناس

#### امپراتوری و پنج پادشاه
لوی در این کتاب از آمریکا و غرب دموکراتیک به عنوان جهان نو که از افرادی غالباً صلح‌آمیز تشکیل شده که در حال تقلا برای محقق ساختن خود هستند. در این جهان کشورها به سان نقش آفرینانی عقلانی تصور می‌شوند که مقصود از آنان رفاه مادی برای شهروندانشان است. این جهان که بین هویت‌های ملی، فردیت سرگشته و ادعاهای برخیزنده گروه‌های به حاشیه رفته گرفتار است، در بحران روانی و سیاسی قرار دارد. پروژه لوی بسیج کردن منابع جهان نو برای نجات بخش‌هایی از جهان قدیم بوده‌است، اما از آنجا که جهان نو (امپراتوری در عنوان کتاب) دیگر نمی‌خواهد سروکار چندانی با جهان قدیم داشته باشد و اهمیتی به سوری‌ها یا کردها یا اویغورها نمی‌دهد به نظر می‌رسد این پروژه ناکام شده‌است. لوی چین، روسیه، ایران، ترکیه و اسلامگرایی رادیکال سنی را «پنج پادشاه» می‌خواند-بازیگرانی کارتون‌وار ولی وحشتناک که دارند از سردرگمی ما برای آزار ملل و محدودسازی دسترسی ما سوءاستفاده می‌کنند. لوی می‌گوید آمریکا که در لحظه عقب‌نشینی و تردید قرار دارد، باید بار دیگر برای آزادی موضع بگیرد. به نظر لوی آمریکا دهه‌ها ظاهری از یک نظم قابل قبول را در سطح گیتی برقرار کرد اما این «شرافتمندانه‌ترین کار» خود را به خاطر ترکیبی از سیاست سمی و فناوری واداده. به باور لوی ترامپ و زاکربرگ دو تیغه یک قیچی اند که دموکراسی را در خانه و رهبری را در خارج نابود کرده‌اند و «پنج پادشاه» لوی خلأ بزرگ ناشی از محو شدن امپراتوری را پر کرده‌اند. به نظر می‌رسد فراخوان او به کنش به معنای تقاضا از آمریکا برای مقابله همزمان با هر پنج کشور با فوریت یکسان است. لوی مبارزه برای تشکیل کشور مستقل کردی را قابل دفاع می‌داند. به نظر او او کردها به آمریکا و متحدانش برای جنگ با داعش پیوستند ولی هیچگاه پشتیبانی که برای استقلال شان امیدش را داشتند دریافت نکردند، و می‌گوید با وجود تلاشهایش برای گرد آوردن سیاستگذاران آمریکایی و اروپایی، «دموکراسی‌های خواهر کردها هنگامی که خانه‌های کردها در کرکوک مورد حمله شیمیایی و غارت قرار می‌گرفت کلمه ای به زبان نیاوردند.» به نوشته نیویورک تایمز، لوی به بار آخری که در لیبی در مسئله ای مشابه نقش آفرین بود اشاره ای نمی‌کند، او در سال ۲۰۱۱ آمریکا و اروپا را متقاعد کرد در لیبی مداخله کنند. مداخله ای که کشتاری که ممکن بود در بنغازی رخ دهد را متوقف کرد و به سرنگونی معمر قذافی کمک کرد ولی جنگ داخلی خونینی را موجب شد که تا به امروز ادامه دارد. لوی بیش از آن که به سبک‌سنگین کردن عواقب علاقه داشته باشد علاقمند به از تقدیر از خلوص نیت، شرافتمندی جنبش، قهرمانانگی موضع است. لوی تغییر نام انگلیسی ایران از Persia در سال ۱۹۳۵ را به خاطر درخواست آلمان از رضا شاه که علی الظاهر از مریدان آدولف هیتلر بوده و انگیزه آن را آریانیسم و تاثیرپذیری از نازیسم می‌داند. او در یک مصاحبه تلویزیونی گفت: «آلمان نازی به ایرانی‌ها گفت که ما آریایی‌های غرب هستیم و شما آریایی‌های شرق،... ما بر جهان مسلط خواهیم شد…» در فضای فکری فرانسه این اظهارات موجب تعجب تاریخ‌نگاران و متخصصین تاریخ ایران و خاورمیانه شد. نظرات لوی دربارهٔ ایران، توسط متخصصان، بدون بنیاد، نمونه‌ای از شارلاتانیسم و خنده‌دار نامیده شده‌است. امیر طاهری و فدراسیون یهودیان ایرانی آمریکایی این نظر لوی را نادرست دانسته‌اند.

### فیلم‌های سرشناس

#### پیشمرگه
درگیری لوی با جنبش ملی‌گرایی کردی به اوایل دهه ۱۹۹۰ بر می‌گردد. فیلم مستند پیشمرگه لوی در ۱۶ مه ۲۰۱۶ از سوی جشنواره کن برای نمایش ویژه در میان فیلم‌های منتخب آن برگزیده شد. لوی به دیدگاه خود در خصوص جنگ داخلی عراق از مجرای جنگندگان پیشمرگه (جنگندگان کرد مسلح شده توسط غربی‌ها و در حال جنگ به خصوص با داعش) دست یافت. این فیلم گردان‌های زن ارتش پیشمرگه را نشان می‌دهد و شامل تصاویر تهیه شده توسط یک تیم کوچک به خصوص با استفاده از عکس‌برداری هوایی بود.
یک سال بعد، لوی گفت «یهودیان وظیفه ویژه ای برای پشتیبانی از کردها دارند» و این که او امیدوار است «آنها پیش پیشمرگه بیایند و بگویند: سالهاست خون خود را برای دفاع از ارزش‌های تمدن مشترکمان ریخته‌اید. حالا نوبت ماست تا از حق شما برای زندگی آزادانه و مستقل دفاع کنیم»'".

## کنشگری سیاسی و درگیری اجتماعی
در سال ۱۹۸۱, شاید اثرگذارترین اثرش، ایدئولوژی فرانسوی، را منتشر کرد که در آن تصویر تاریکی از تاریخ فرانسه ارائه می‌دهد. این اثر به خاطر کاراکتر روزنامه نگارانه و رویکرد نامتوازن اش به تاریخ فرانسه از سوی برخی از احترام آمیزترین دانشگاهیان فرانسه از جمله رمون آرون مورد انتقاد قرار گرفت.
در دهه ۱۹۹۰، لوی خواهان مداخله اروپا و آمریکا در جنگ بوسنی در جریان فروپاشی یوگسلاوی شد. او دربارهٔ اردوگاه‌های اسرای صرب‌ها که مسلمانان را نگهداری می‌کردند سخن گفت. او به تجربه یهودیان در هولوکاست به عنوان این درس اشاره کرد که نمی‌توان به کشتارهای دسته جمعی در کشورهای دیگر بی اعتنایی کرد.
در انتهای دهه ۱۹۹۰ به همراه بنی لوی، آلن فینکلکروت، مؤسسه ای به افتخار امانوئل لویناس در اورشلیم تأسیس کرد.
در مارس ۲۰۰۶ او یکی از ۱۲ امضا کننده نامه ای با عنوان، "مانیفستو: همراه هم در مواجهه با تمامیت خواهی"' بود که به دغدغه‌ها در مورد آزادی بیان و اندیشه در پاسخ به اعتراضات خشونت‌آمیز و مرگباری در جهان اسلام در رابطه با جنجال کاریکاتورهای محمد در یولاندز پستن در دانمارک می‌پرداخت.

### فعالیت‌های سیاسی اخیر

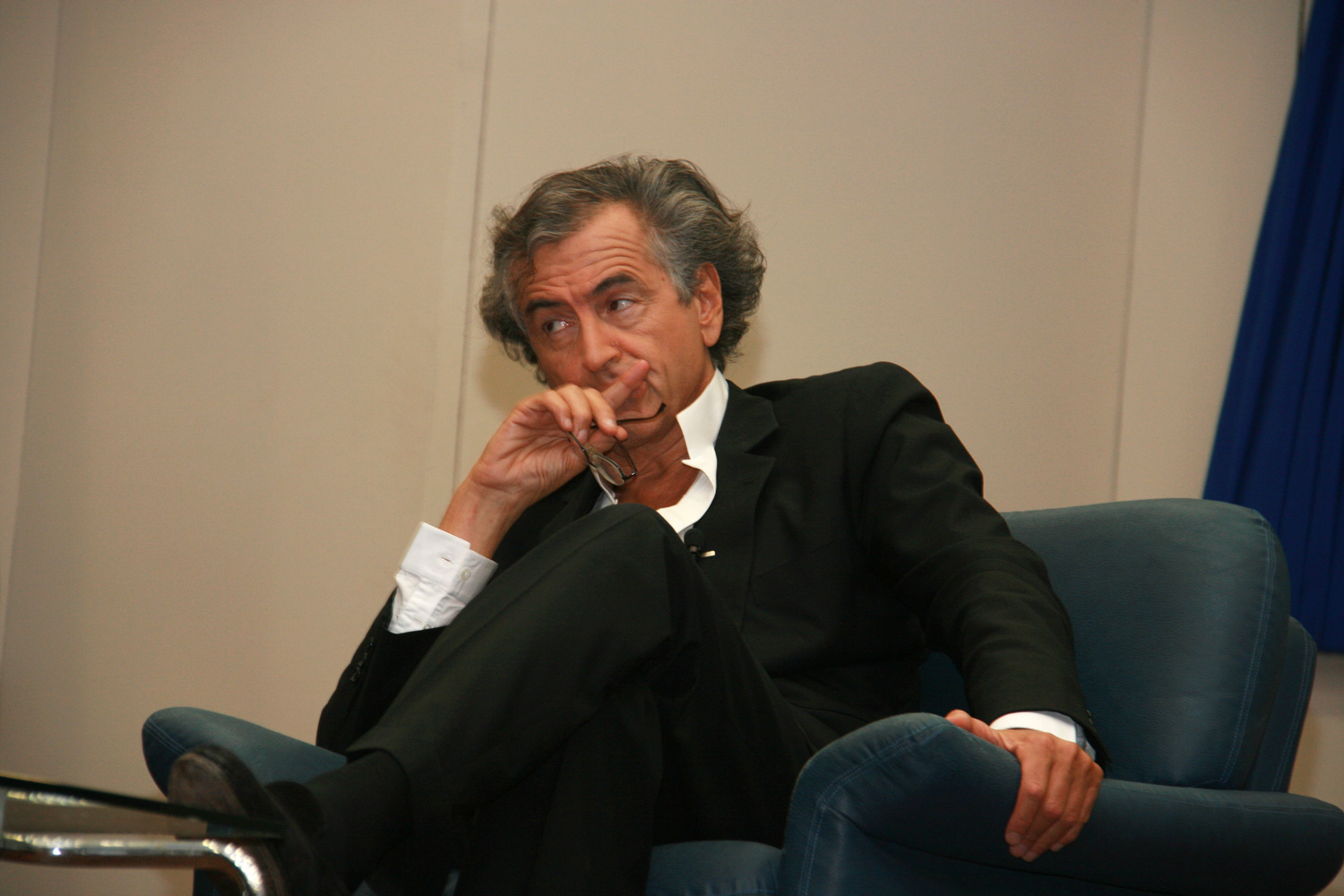
برنار-آنری لوی در دانشگاه تل آویو

لوی کارزاری بین‌المللی در اعتراض به حکم اعدام برای سکینه محمدی آشتیانی، زنی که به اتهام زنای محصنه به محکوم شده بود راه انداخت.
در ۲۴ ژوئن ۲۰۰۹ , لوی ویدیویی در دیلی موشن در حمایت از اعتراضات به انتخابات ریاست‌جمهوری دهم ایران منتشر کرد.
در مارس ۲۰۱۱ او در بنغازی با شورشیان لیبی گفتگو کرد، و علناً مروج به رسمیت‌شناسی بین الملی شورای ملی انتقالی لیبی شد که به تازگی شکل گرفته بود.در اواخر آن ماه، جنگ داخلی لیبی (۲۰۱۱), او مسبب و حامی اصرار نیکولا سارکوزی به مداخله واشینگتن و نهایتاً سازمان ملل در لیبی برای پیشگیری از کشتار در بنغازی بود.
در مه ۲۰۱۱، لوی از دومینیک استروس-کان رئیس صندوق بین‌المللی پول که متهم به تجاوز جنسی به یک پیشخدمت در نیویورک بود دفاع کرد و اعتبار اتهامات علیه او را زیر سؤال بود.
در مه ۲۰۱۱ لوی خواهان مداخله نظامی علیه بشار اسد در پاسخ به خیزش ۲۰۱۱ سوریه شد.
در جریان انقلاب ۲۰۱۴ میلادی اوکراین در فوریه ۲۰۱۴، لوی در کیف بود و فعالانه به ترویج رخدادها می‌پرداخت. یک سال بعد او نمایشنامه هتل اروپای خود را در کیف به صحنه برد.
در دسامبر ۲۰۱۹ او از روژاوا دیدار و با جنگندگان کرد به رهبری ژنرال مظلوم عبدی دیدار کرد.

## زندگی شخصی

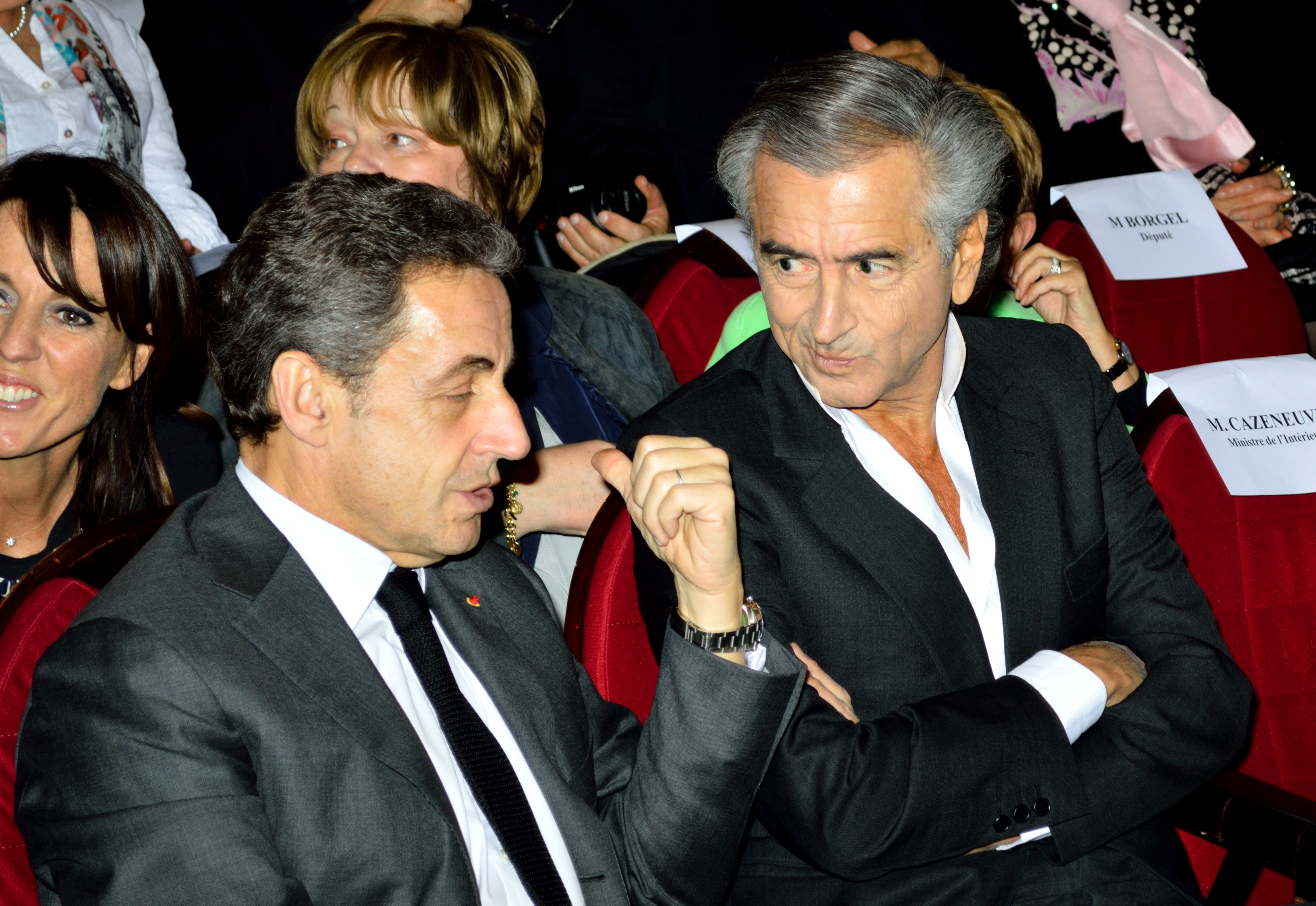
لوی و سارکوزی

لوی سه بار ازدواج کرده‌است. ژوستین لوی، بزرگ‌ترین دخترش از ازدواج اولش با ایزابل تولرلیونی، رمان‌نویسی پرفروش است. او پسری به نام آنتوان-بالتازار از زن دومش دارد. او او در حال حاضر در ازدواج با بازیگر و خواننده فرانسوی آریل دومبال است. رابطه خارج از ازدواج لوی با دافنه گینس انگلیسی از سال ۲۰۰۸ در بین ستون نویسان آمریکایی رازی شناخته شده بوده‌است. دافنه گینس، در ۱۳ ژوئیه ۲۰۱۰ این شایعات را در گفتگو با هارپرز بازار تأیید کرد.
لوی با افتخار یهودی است، و گفته یهودیان باید در جامعه و سیاست یک صدای اخلاقی منحصر به فرد یهودی ارائه کنند.
لوی با نیکولا سارکوزی از سال ۱۹۸۳ رفیق بوده‌است. روابط بین آنان در بین رقابت سارکوزی در انتخابات ریاست جمهوری سال ۲۰۰۷ که لوی در آن از سگولن رویال نامزد سوسیالیست حمایت کرد و سارکوزی را «مردی بدون بینش جنگجویانه نسبت به سیاست» خواند تیره شد. به هر روی آنها پس از پیروزی سارکوزی مجدداً به یکدیگر نزدیک شدند.
در سال ۲۰۰۴، ثروت او بالغ بر ۱۵۰ میلیون یورو بوده‌است. ثروت او که مالک هفت شرکت است، اساساً از والدینش به ارث رسیده، و سرمایه‌گذاری در بازار سهام به آن اضافه شده (در سال ۲۰۰۰ او به خاطر معامله درون شرکتی از سوی کمیسیون اداره بورس تعلیق شد).

## آثار
- L'esprit du judaïsme, 2016, Grasset; نبوغ یهودیت, 2017, Random House, شابک ‎۹۷۸-۰-۶۷۹-۶۴۳۷۹-۱
- L'empire et les cinq rois, 2018, یا امپراتوری و پنج شاه: کناره‌گیری آمریکا و سرنوشت جهان, 2019, Henry Holt & Co, شابک ‎۹۷۸۱۲۵۰۲۰۳۰۱۴.